# 2009, Year of Us
2009, Year of Us (в переводе с англ. — «2009, наш год») — третий мини-альбом корейского бой-бэнда SHINee, издан 19 октября 2009 года (Республика Корея). Мини-альбом занимал 4-е место в чарте «Bugs chart» 15—21 октября 2009 года.

## Песни
«Get Down» исполняют Key, Минхо и Луна из f(x).
Трек «내가 사랑했던 이름» (в переводе с кор. — «Имя, которое люблю») — соло Онью при участии Рёука из Super Junior.
Песни «Ring Ding Dong» и «Jo Jo» использовались как промосинглы.

## Список композиций
1. Y.O.U. (Year of Us)
2. Ring Ding Dong
3. Jo Jo
4. Get Down (Feat. LUNA)
5. SHINee Girl
6. 내가 사랑했던 이름 (온유 Feat. 김연우)